# Artemiopsis plovmornini
Artemiopsis plovmornini är en kräftdjursart som beskrevs av Jaschnov 1925. Artemiopsis plovmornini ingår i släktet Artemiopsis och familjen Chirocephalidae. Inga underarter finns listade i Catalogue of Life.